# Villers (Loira)
 Villers  es una población y comuna francesa, situada en la región de Ródano-Alpes, departamento de Loira, en el distrito de Roanne y cantón de Charlieu.

## Demografía
Evolución demográfica
| 377 | 382 | 349 | 447 | 506 | 512 |
| Para los censos de 1962 a 1999 la población legal corresponde a la población sin duplicidades (Fuente: INSEE [Consultar]) |     |     |     |     |     |